# Urdaneta (Trujillo)
Urdaneta is een gemeente in de Venezolaanse staat Trujillo. De gemeente telt 40.000 inwoners. De hoofdplaats is La Quebrada.